# فرانسیسکو ده آندراده
فرانسیسکو ده آندراده (پرتغالی: Francisco de Andrade؛ زادهٔ ۱۵ ژوئیهٔ ۱۹۲۳) قایقران قایق بادبانی اهل پرتغال بود.